# New York Crystal Palace

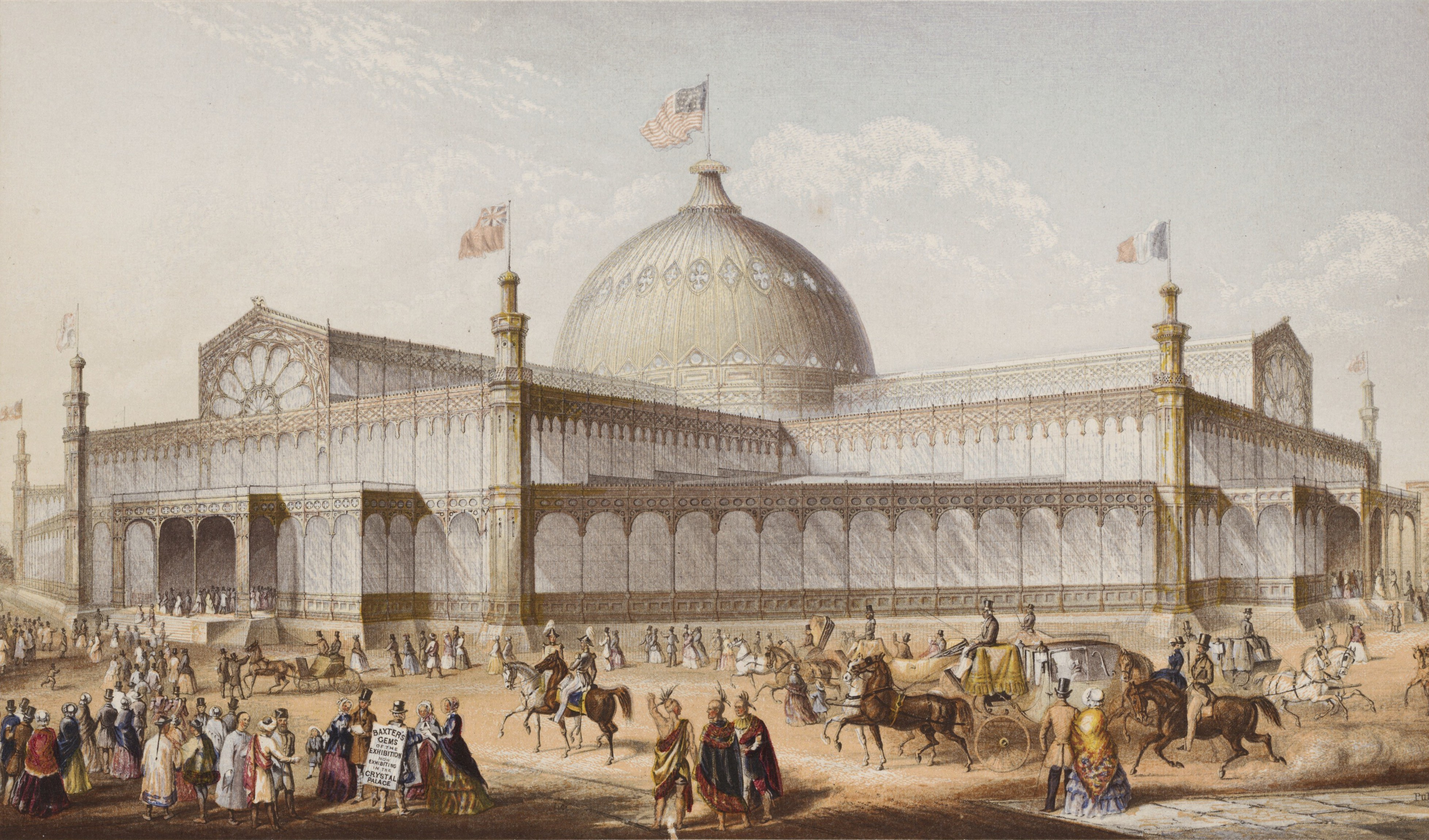
New York Crystal Palace 1853

Der New York Crystal Palace war ein 1853 bis 1858 bestehender Ausstellungspalast in New York City nach Art des gleichnamigen Londoner Vorbilds. Das Gebäude wurde für die New Yorker Weltausstellung von 1853, die „Exhibition of the Industry of All Nations“, errichtet.

## Vorgeschichte
Der Plan für einen amerikanischen „Crystal Palace“ stammte von Edward Riddle, einem Boston-Auktionator und Wagenbauer, der den amerikanischen Teil in London betreut hatte. Er versammelte eine Gruppe von New Yorker Banker, die entweder die Londoner Ausstellung besucht oder wunderbare Geschichten darüber gehört hatten und mehr als bereit waren, in ein ähnliches Projekt in den Vereinigten Staaten zu investieren. Die Gruppe der Investoren richtete eine Petition an den Vorstand der Stadträte in New York City für die Nutzung des Madison Square, in Lower Manhattan, wo Broadway und Fifth Avenue sich an der 23. Straße treffen, um ein „Haus aus Eisen und Stahl für eine Industrieausstellung“ zu bauen. Die Petition wurde erteilt und die erforderlichen Pressemitteilungen herausgegeben. Allerdings, als die Anwohner rund um den Madison Square von dem Projekt erfuhren, gab es viele Beschwerden, dass die Ästhetik der Nachbarschaft ruiniert würde, und der Bau- und Verkehrslärm bis zur und während der Messe unzumutbar sei. Der Fall wurde vor dem Oberrichter von New York City gebracht. Der Verwaltungsrat der Stadträte gewährte den Investoren stattdessen die Verwendung vom Reservoir Platz, der auf der 42. Straße zwischen der Fifth Avenue. Dieser Platz war einst die Heimat des Reservoir Park, der heute noch als Bryant Park existiert und nach William Cullen Bryant benannt wurde. Es ist auch der heutige Standort der New York Public Library, die im Jahre 1911 eingeweiht wurde.
Edward Riddle verkaufte seine Beteiligung an dem Projekt an andere Investoren, die damit begannen, die Ausstellung zu organisieren. Diese Kommission war eine private Aktiengesellschaft, aber ihre Mitglieder selbst hatten viele politische Verbindungen. Durch Daniel Webster, dem Staatssekretär zu dieser Zeit, konnte der neue Präsident der Kommission, Theodore Sedgwick III, das künftige Ausstellungsgebäude als Zolllager erklären.
An der Ausschreibung für den New York Crystal Palace beteiligten sich Joseph Paxton (1801–1865), Architekt des London Crystal Palace, Leopold Eidlitz (1823–1908) der später das New York State Capitol in Albany baute, James Bogardus (1800–1874) und sein Assistent, Hamilton Hoppin (1821–1885), die das vielleicht aufregendste Modell unterbreiteten. Bogardus war er ein unermüdlicher Kämpfer für die Verwendung von Gusseisen. Sein Vorschlag war ein 300 Fuß hoher Turm, dessen Dach an Ketten aufgehängt war. Am Ende entschied sich die Kommission für den Entwurf von dem dänischen Architekten Georg Carstensen, der von den Tivoli Gardens in Kopenhagen bekannt war und dessen Partner, dem deutschen Architekten Karl Gildemeister.
Anstatt zu versuchen, den Palace in London zu übertrumpfen, hatte der Ausschuss empfohlen, einen einstöckigen Bau mit einem Budget von nicht mehr als 175.000 $ zu errichten. Mit den zunehmenden Anmeldungen für die Ausstellung wurde bald deutlich, dass die Pläne für ein zweistöckiges Gebäude ausgelegt werden mussten. Bald waren die Baukosten auf 200.000 Dollar gestiegen.
Als man den Architekten-Plan im August 1853 schließlich angenommen hatte, wurden am 25. September die Verträge über die Maurerarbeiten und für das Fundament an Smith & Stewart und Mr. Lorenzo Mosis vergeben. Um Übereinstimmung der einzelnen Gusseisenbögen und -geländer zu erreichen, wurde in New York die Werkstatt von Messrs. Shepard & Purvis als Aufsicht eingerichtet. Die Lieferanten hierfür wurden aufgeteilt zwischen Messrs. Jackson, Stillman, Allen & Co., Hogg & Delamater, Buckup & Proh, und F. S. Claxton aus New York; Slater & Steel in Jersey City; The Mattrawan Company in Fishkill; Messrs. Templins aus Easton, Pennsylvania; Betis, Posry, Jones & Seal in Wilmington, Delaware; und Miller & Williamson in Albany.

## Verzögerungen in der Bauausführung
In der Einführung zu ihrem Buch geben die Architekten ein Statement ab, in dem sie beschreiben, weshalb es bei dem Bau zu Verzögerungen kam und sie keine Schuld daran trugen; z. B. waren die Preise für Eisen inzwischen gestiegen und die Gießereien warteten auf einen günstigeren Preis. Der verantwortliche Ingenieur machte mehrere Versuche, die sich über einige Monate hinzogen, für den Bau der Kuppel und war schließlich der Ansicht, dass diese in London gebaut werden sollte. Das war natürlich inakzeptabel und hätte eine weitere Verzögerung bedeutet. So stellten die Architekten, denen es an Liquidität mangelte, den assistant engineer Herrn Kroehl ein, der die ausführenden Firmen Messrs. Mott & Ayers sowie Hogg & Delamater bei der Errichtung der Kuppel unterstützte. Ein Leck in der Bedachung sorgte dann für zusätzliche Aufregung. Carstensen & Gildemeister weisen in ihrer „Einführenden Stellungnahme“ darauf hin, dass sie – ohne Auftrag der Association – damit begannen, die Arkaden für die Maschinen zu bauen, von denen ihnen jedoch die Maße fehlten.

## Beschreibung des Gebäudes

Konstruktionszeichnung der Kuppel des New York Crystal Palace

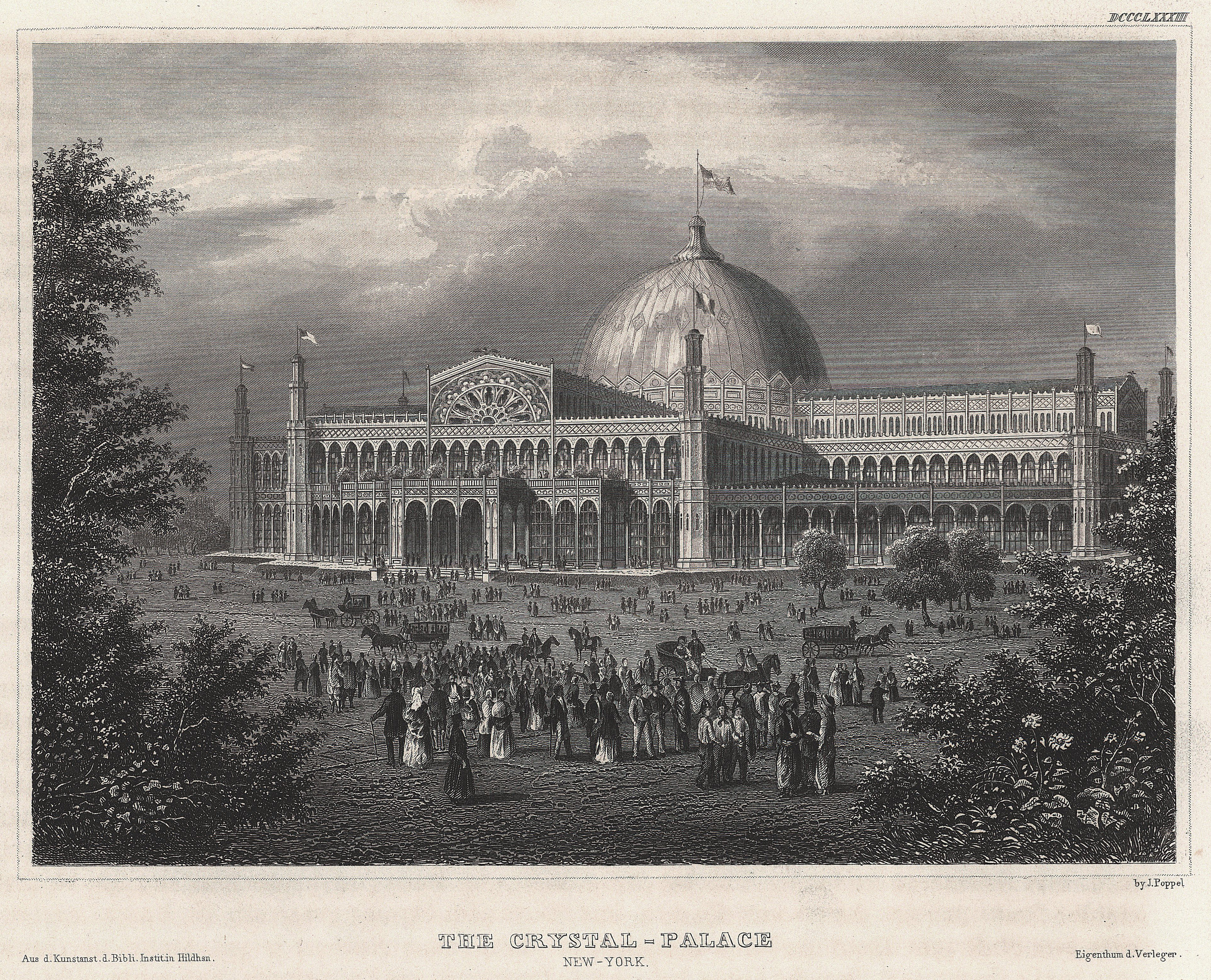
Der Crystal-Palace als Stahlstich (1857)

Der Reservoir Square liegt 3 ¼ Meilen vom Rathaus entfernt und wird an der Ostseite von den massiven Mauern des Croton Reservoir überschattet. Die Grundfläche basiert auf einem griechischen Kreuz, das von einer Kuppel überragt wird. Die Länge eines jeden Schenkels des Kreuzes beträgt 111,40 m und die Breite ist 45,56. Das schließt nicht die drei Eingangshallen mit ein, die auf die 6th Avenue, 40th und 42nd Streets hinausführen und die nochmals 8,25 m breit und durch Treppen zu erreichen sind. Von außen weist die Kreuzform ein Achteck aus, deren Durchmesser der Gleiche ist wie der der Arme des Kreuzes. Die dreieckigen Intervalle wurden mit einstöckigen 7,30 m hohen Anbauten ausgefüllt, um mehr Platz für die Ausstellung zu schaffen.
Die Anordnung der Säulen ist aus den Zeichnungen ersichtlich. Sie teilen das Innere in zwei Hauptschiffe, jedes 12,65 m breit, mit Gängen von 16,45 m nach jeder Seite. Die Kreuzung der Schiffe ermöglicht einen achteckigen Platz von 30,5 m im Durchmesser. Die Säulen unterteilen weiter die dreieckigen Intervalle zwischen den Armen des Kreuzes in Quadrate und halbe Abteilungen mit einer Seitenlänge von 8 m. Die Gänge werden von Galerien überdacht, die sich wiederum in breiten Verbindungen am Ende der Schiffe vereinigen. Die Galerien werden von 16 halbrunden Bögen aus Gusseisen getragen, die einen Durchmesser von 12,5 m haben und in einem Abstand von 8 m zueinander stehen.
Die Anzahl der Säulen auf dem Hauptflur beträgt 190 Stück. Sie ragen 6,5 m empor, sind achteckig und haben einen Durchmesser von 20,3 cm. Die Dicke an den Seiten variiert von einem ½ zu 1 Zoll. Die Gusseisen-Träger, 90 cm lang, von denen der längste 8 m lang ist, und die schmiedeeisernen mit einer Länge von 12,5 m sind auf den gepunkteten Linien ausgewiesen. Das erste Drittel der Träger stützt die Böden der Galerien und verstärkt den Bau in alle Richtungen. Sie sind mit den Säulen durch Verbindungsstücke von 90 cm Größe verbunden. Die Anzahl der Träger im ersten Drittel beträgt 252 Stück. Das zweite Stockwerk enthält 148 Säulen mit einer Höhe von 5,40 m, die auf den unteren ruhen und die gleiche Form haben. Darüber ist eine zweite Serie von 160 Trägern, die die Dächer über den Gängen abstützen. Sie haben auch die halbrunden Bögen der Schiffe. Alle Dächer werden von Bögen oder Trägern abgestützt mittels schmiedeeisernen umgekehrten Trägern. Die Dächer sind einheitlich aus Holz, das mit Zink bedeckt ist.
Die Kuppel, nobel und schön in ihren Proportionen, ist das Hauptmerkmal des Gebäudes. Sie hat einen Durchmesser von 30,5 m, ist fast 21,3 m hoch bis zur springing line und 37,5 m bis zur Krone des Bogens. Damit ist sie die größte Kuppel in den USA. Sie wird von 24 Säulen getragen, die über den 2. Stock hinaus bis zu einer Höhe von 18,80 über den Hauptflur führen. Ein System von schmiedeeisernen trusses verbindet sie am höchsten Punkt und formen zwei konzentrische Polygone, jedes mit 16 Seiten. Diese sind in eine gusseisernen Platte eingebettet, in deren Schuh die gusseisernen Rippen der Kuppel verschraubt sind. Die Anzahl der Fenster beträgt 32, die sicher mit Gitterwerk verbunden sind. In der Spitze sind die Rippen zu einem horizontalen Ring von 6 m Durchmesser zusammengeschraubt, der von einer Laterne gekrönt wird, durch die ebenfalls Licht fällt. Die Fenster sind glasiert mit Buntglas, welches die Wappen der Union sowie der Staaten repräsentiert und einen Teil der Innendekoration bildet.
Die Außenwände des Gebäudes sind ebenfalls aus Gusseisen gearbeitet, darin sind die Fenster eingelassen und die Lüftungsschlitze für die Ventilation. Das Glas war 1 Zoll (2,54 cm) dick und wurde von den Jackson Glass Works hergestellt und anschließend emailliert von der Firma Cooper & Belcher in Camptown, N.J. Die Emaille wird mit einem Pinsel auf das Glas aufgetragen, bis das Ganze bedeckt ist, und nach dem Trocknen im Brennofen gebrannt. Dadurch wird der Belag so dauerhaft wie das Glas selbst. Es produziert einen Effekt ähnlich dem von gemahlenem Glas, das lichtdurchlässig ist, aber nicht durchsichtig. Die Sonnenstrahlen werden zu diffusem Licht und damit angenehm und ihnen wird die Intensität durch Hitze und Grelle genommen. New York hatte durch die Fehler der Londoner Ausstellung gelernt, wo die Fenster verhängt werden mussten, um Schatten zu erzielen.
An jedem Eckpunkt des Gebäudes befindet sich jeweils ein achteckiger Turm von 2,45 m Durchmesser und 23 Höhe, in dem Wendeltreppen untergebracht sind, die zu den Galerien und auf das Dach führen. Sie sind für den Gebrauch durch die Mitglieder des Vorstands und der Beschäftigten vorgesehen. Zwölf breite Treppen, je eine an den Eingängen und vier unter der Kuppel, verbinden die Hauptflur mit den Galerien. Der Fußboden der Galerien besteht aus Holzdielen. Über jeder Eingangshalle führen die Galerien auf Balkone, die ausreichend Platz bieten für Blumenschmuck, Vasen und Statuen. Beiderseits der Eingänge befindet sich Kartenverkauf und neben diesen Räumen die Telegrafie-Verbindung für die Mitglieder des Vorstands.
Die schnelle und unerwartete Nachfrage von Bewerbern nach Ausstellungsraum zwang den Vorstand, zusätzliche Gebäude zu errichten, wie bereits erwähnt. Sie bestanden aus zwei Teilen von jeweils ein- und zweistöckigen Erweiterungen und umfassen das gesamte Gelände zwischen Hauptgebäude und Compton Reservoir. Der Erweiterungsbau ist vorgesehen für Maschinen, die in Bewegung vorgeführt werden sollen, die Schränke für Mineralien und Bergbau sowie für Erfrischungen mit den benötigten Räumen. Der ganze zweite Stock, der 137 m lang und 6,5 m breit ist, ist für die Ausstellung von Bildern und Statuen vorgesehen. Er wird von einem Oberlicht von 127,7 m Länge und 2,60 m Breite ausgeleuchtet.
Mit der Dekoration wurde Henry Greenough aus Cambridge beauftragt, der viele Jahre die italienische Kunst studiert hatte. Seine Aufgabe bestand darin, das Bauwerk zu verschönern, was ihm auch gelang. Er mixte Ölfarbe, deren Basis weiße Bleifarbe von der Firma Belleville Co. war. Die Fassade erscheint in einem hellen Bronzeton, bei dem alle Ornamente golden schimmern. Im Inneren des Gebäudes herrscht ein satter Creme-Ton vor, der auf alle Gusseisen-Teile aufgetragen wurde. Diese Farbe wurde entlastet durch den moderaten Einsatz der drei positiven Farben rot, blau und gelb mit einigen Farbtönen von Zinnoberrot, Granatrot, himmelblau und Orange, gewisse Teile der Ornamente sind vergoldet. Die einzige Ausnahme zu den Ölfarben bildet die Kuppel, die in Tempera ausgeführt wurde.
Die Kuppel wurde von Sr. Monte Lilla entworfen. Von der Mitte der großen Kuppel sandte eine goldene Sonne ihre Strahlen durch einen Haufen von silbernen Sternen. Das Blattwerk entlang der Balkone unter dem Dach fügte der von Menschenhand geformten Schönheit einen natürlichen Hauch hinzu. 
Das ganze Gebäude war überall mit Gaslicht versehen und ebenso mit Wasser. Das Gaslicht war für die Beleuchtung am Abend vorgesehen und diente auch zum Schutz des Gebäudes durch die Polizei bei Dunkelheit. Das Trinkwasser kam vom benachbarten Croton Reservoir und wurde in zahlreichen Erfrischungsstationen angeboten. Man konnte aber auch Schläuche im Falle eines Feuers anschließen. 
Die benötigte Gesamtmenge an Eisen belief sich auf 1800 t, von denen 300 t Schmiede- und 1.500 t Gusseisen waren. Die Glasmenge betrug 15.000 Scheiben oder 5110 m². An Holz wurden 228.600 lfdm verbraucht. 
Christian Edward Detmold, Horatio Allen und Edward Hurry überwachten die Bauausführung. Durch ein gut durchdachtes System benutzten sie vorgefertigte Teile, die von 28 verschiedenen Eisengießereien hergestellt waren, wie z. B. die Firmen James L. Jackson, Daniel D. Badger, und the Novelty Iron works of Stillman & Allen. Diese Einzelteile wurden an Ort und Stelle zusammengesetzt.
Die New Yorker Kristallpalastausstellung wurde am 14. Juli 1853 vom amerikanischen Präsidenten Franklin Pierce mit großem Zeremoniell eröffnet und zählte rund 5.000 Aussteller, von denen etwa die Hälfte aus den USA kamen.

## Die Wirtschaftlichkeit
Als finanzielles Unternehmen war der New York Crystal Palace ein Reinfall. Als der Präsident, Theodore Sedgwick, schließlich 1854 zurücktrat, hatten sich bereits unbezahlte Rechnungen in Höhe von 100.000 $ angesammelt. Die Gesellschaft konnte P. T. Barnum für die neue Präsidentschaft im März 1854 gewinnen. Er eröffnete „The New York Crystal Palace“ erneut und widmete sie der Arbeiterklasse. Aber auch der große amerikanische Unternehmer war nicht in der Lage, den Crystal Palace zu retten. Barnum trat am 1. Juli 1854 von seinem Amt zurück und die neue Gesellschaft musste am 1. November 1854 mit 300.000 $ Schulden die Ausstellung schließen. 
Das Interesse an Veranstaltungen im „Crystal Palace“ hatte stark nachgelassen und der Palast galt laut „Times“ als „toter Besitz“. Das Gebäude konnte von der Gesellschaft noch für einige Konzerte und Tagungen vermietet werden bis zum Januar 1857. Im Mai 1857 übernahm die Stadt New York das Gebäude.

## Das Feuer
Am 5. Oktober 1858, während der Messe des „American Institute“, brach ein Feuer in einer an der 42nd Street gelegenen Rumpelkammer aus. Ca. 2000 Menschen befanden sich noch im Gebäude. Sie konnten von der Feuerwehr evakuiert werden. Das Bauwerk, das beinahe nur aus Glas und Gusseisen und ein wenig Holz bestand, war als „feuerfest“ gerühmt worden. Binnen 15 Minuten stürzte die Kuppel ein und binnen 25 Minuten war das gesamte Gebäude ein Raub der Flammen. Menschenopfer waren nicht zu beklagen, aber der materielle Verlust war bedeutend. Die Verluste durch das Feuer wurden auf ca. 500.000 $ geschätzt (heutiger Wert: ca. 12.802.150 $), einschließlich des Gebäudes, sowie der Ausstellungsstücke und der Bildhauerkunst, die noch von der „Exhibition of Industry of All Nations“ herrührte.
Siehe auch: Exhibition of the Industry of All Nations (1853)

## Fotogalerie

Mitglieder der Gesellschaft für die Industrieausstellung aller Nationen
Die Aufteilung der Ausstellungsfläche nach Buchstaben und Zahlen und den Haupt-Sehenswürdigkeiten
Crystal Palace of New York, 1852. Perspektivische Zeichnung 42nd St. und 5th Ave., am Reservoire Square, New York, NY
Der Kristallpalast mit Latting Aussichtsturm 1853
Unter der Kuppel mit den 4 großen Treppen und der Reiterstatue von George Washington
Eisenkonstruktionen und Lichteinfall sind gut zu erkennen
Rechts die Ausstellungsfläche von Frankreich
Blick in die Ausstellungshallen bei der Wiedereröffnung 1854